# C'era una volta un gangster
C'era una volta un gangster (Gangster Jungle) è un film del 1969 diretto da Marco Masi.

## Trama
Larry Alfieri è il figlio di un commissario di polizia ucciso durante una rapina; a causa di questo è diventato un delinquente. Con l'aiuto di due complici, si impossessa dei soldi appartenenti al gangster defunto Joe Petroni. Walter è interessato anche lui a i soldi di Larry e si mette d'accordo con Paula, la donna di Joe. Ma, Larry viene gravemente ferito da Walter e soccorso dalla vedova di Joe che viene uccisa durante una sparatoria con gli uomini di Walter e invece Larry si rifugia a casa di un'amica di nome Simona. Paula viene anch'essa uccisa e Simona si reca dal commissario di polizia Mazzano amico e collega del padre di Larry per convincere quest'ultimo a costituirsi lasciando perdere la sua vendetta, ma sarà troppo tardi visto che Larry dopo aver ucciso Walter e Mike, muore colpito a colpi d'arma da fuoco da Walter. 